# Villa Gesell (partido)
Villa Gesell är en partido i Argentina. Den ligger i provinsen Buenos Aires, i den sydöstra delen av landet, 300 km söder om huvudstaden Buenos Aires. Antalet invånare är 24 282. Arean är 285 kvadratkilometer. Villa Gesell gränsar till Partido de Mar Chiquita.
Terrängen i Partido de Villa Gesell är mycket platt.